# كلارك سبنسر لارسن
كلارك سبنسر لارسن (بالإنجليزية: Clark Spencer Larsen)‏ هو عالم إنسان أمريكي، ولد في 1952.